# Окремий корпус прикордонної варти

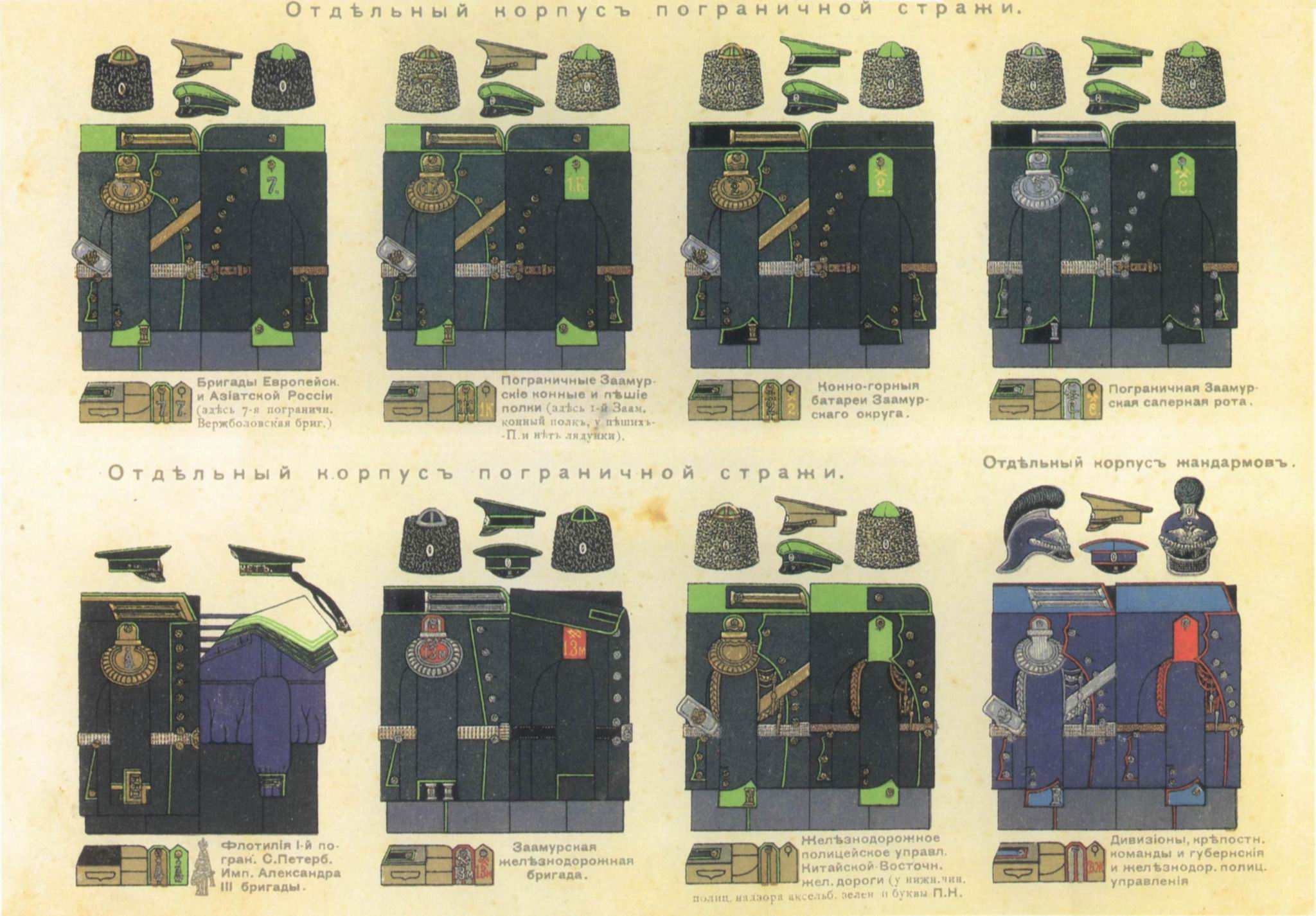
Таблиця одностроїв окремого корпусу прикордонної варти.

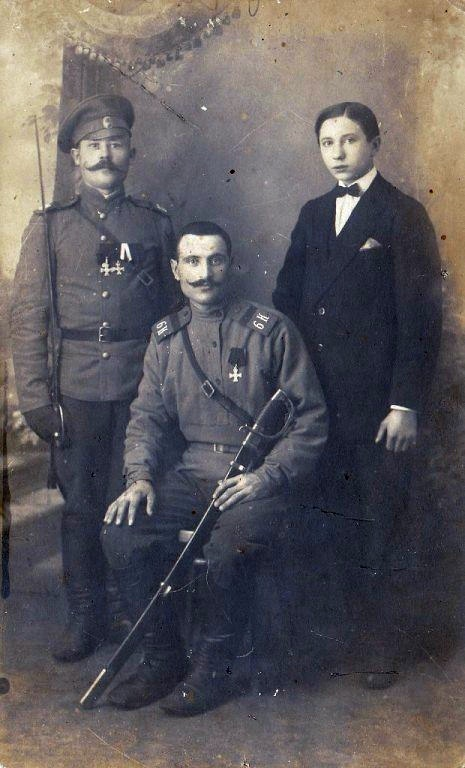
Уродженець Східної Слобожанщини вахмістр окремого корпусу прикордонної варти Власенко І.Г. (Кібартай, Литва, не пізніше 1917)

Окремий корпус прикордонної варти — формування (корпус, військова частина) спеціального призначення в Армії Російської імперії, призначене для охорони кордонів держави та боротьби з контрабандою; перебував у віданні Міністерства фінансів, але у воєнний час надходив у розпорядження Військового міністерства.

## Історія
Окремий корпус створено указом російського імператора  Олександра III 15(27) жовтня 1893 року шляхом виділення в особливе військове формування відділення прикордонного нагляду Департаменту митних зборів Міністерства фінансів Росії.
Окремий корпус прикордонної варти підпорядковувався міністерству фінансів, керівник якого був шефом корпусу, безпосереднє керівництво здійснював командир Корпусу, який за статусом прирівнювався до начальника військового округу або начальника головного управління військового міністерства. Першим Шефом Окремого корпусу прикордонної варти став міністр фінансів С.Ю. Вітте, а першим командиром - генерал артилерії Свиньїн Олександр Дмитрович. Чини корпусу значилися по кавалерії. .
Корпус поділявся за територіальною ознакою на округи (було створено 7 округів, в 1913 рік у було вже  8), потім на  бригади (в 1913 році - 35), потім на відділи (в кожній бригаді - три чи чотири). Відділи поділялися на загони (в кожному по 4 чи 5 загонів), загони на кордони (по 15 - 20 чоловік) та пости.
Штаб корпусу складався з чотирьох відділень (стройового, прикордонного нагляду, озброєння і господарського).
Війська корпусу включали в себе 31 бригаду, а також Біломорський і Керченський особливі відділи. Загальна чисельність корпусу - 36 709 осіб, з них генералів, штаб- і обер-офіцерів посилання - 1 033 чоловік особового складу (1913 рік - 40 000 - 45 000 чоловік особового складу).
У 1893 році до складу корпусу увійшла також Балтійська крейсерська митна флотилія.
У 1901 році на базі Охоронної варти Китайсько-Східної залізниці  було створено Заамурский прикордонний округ. Його завдання полягало в охороні від бандитських нападів доріг, станцій, перегонів, роз'їздів та лісорубів. На початку війни з Японією заамурці вступили в бій з ворогом, воювали в  Порт-Артурі, під Ляояном і Мукденом.
У 1910 році були прийняті «Правила про Окремий корпус прикордонної варти», а в 1912 році - «Інструкція служби чинів Окремого корпусу прикордонної варти». Ці документи звели, узагальнили і систематизували всі нормативно-правові акти з охорони кордону імперії.
Корпус охороняв не всі кордони Російської імперії. В Закаспійській області кордони з Персією і Афганістаном охороняла Закаспійська козача бригада, на Памірі охороняв армійський Змінний Памірський загін, від Паміру до Тихого океану кордон охороняли  семирічинські, сибірські,  забайкальські , амурські і уссурійські козаки.
З початком Першої світової війни округи прикордонної варти на європейській території імперії, де велися бойові дії були підпорядковані військовому міністерству. На театр військових дій було передислоковано також Заамурський округ. Особовий склад або брав участь у бойових діях, або залишаючись в підпорядкуванні військового міністерства, ніс прикордонну службу для попередження висадки десанту противника.
У вересні 1918  року корпус було скасовано.

## Шеф
Шеф або почесний командир:
- 1893 - 1903 -  граф Вітте Сергій Юлійович, міністр фінансів;
- 1903 - 1904 - Плеске, Едуард Дмитрович, міністр фінансів;
- 1904 - 1905 - граф Коковцов Володимир Миколайович, міністр фінансів;
- 1905 - 1906 - Шипов Іван Павлович, міністр фінансів;
- 1906 - 1914 - граф Коковцов Володимир Миколайович, міністр фінансів;
- 1914 - 1917 – Барк Петро Львович, міністр фінансів.

## Інспектор
- 1893 - 1907 - Ган Дмитро Карлович, генерал від інфантерії.

## Командири
- 1893 - 1908 - Свиньїн Олександр Дмитрович , генерал артилерії;
- 1908 - 1917 - Пихачев Микола Аполлонович, генерал від інфантерії;
- 1917 - 1918 - Мокасей-Шибінський Григорій Григорович , генерал-лейтенант.

## У мистецтві
- Серіал «Державний кордон. Фільм 1-й: Ми наш, ми новий…». Старигін Ігор Володимирович грає роль колишнього офіцера Корпусу прикордонної варти Дановича, а Тарасов Віктор Павлович - роль його тестя, генерала Корпусу прикордонної варти Олександра Миколайовича Хлєбнєва.
- Валентин Пікуль в історичному романі «Маю честь», головний герой певний час служить в окремому корпусі прикордонної варти. У романі описуються особливості служби.